# Damè
Damè è un arrondissement del Benin situato nella città di Toffo (dipartimento dell'Atlantico) con 13.506 abitanti (dato 2006).